# Грене (Па-де-Кале)
Грене (фр. Grenay) — коммуна во Франции, регион О-де-Франс, департамент Па-де-Кале, округ Ланс, кантон Венгль. Город расположен в 7 км к северо-западу от Ланса и в 12 км к юго-востоку от Бетюна, в 3 км от места пересечения автомагистралей А21 и А26 "Англия". На западе коммуны находится железнодорожная станция Бюлли-Грене линии Аррас-Дюнкерк.
Население (2018) — 6 851 человек.

## Достопримечательности
- Церковь Нотр-Дам XVIII века

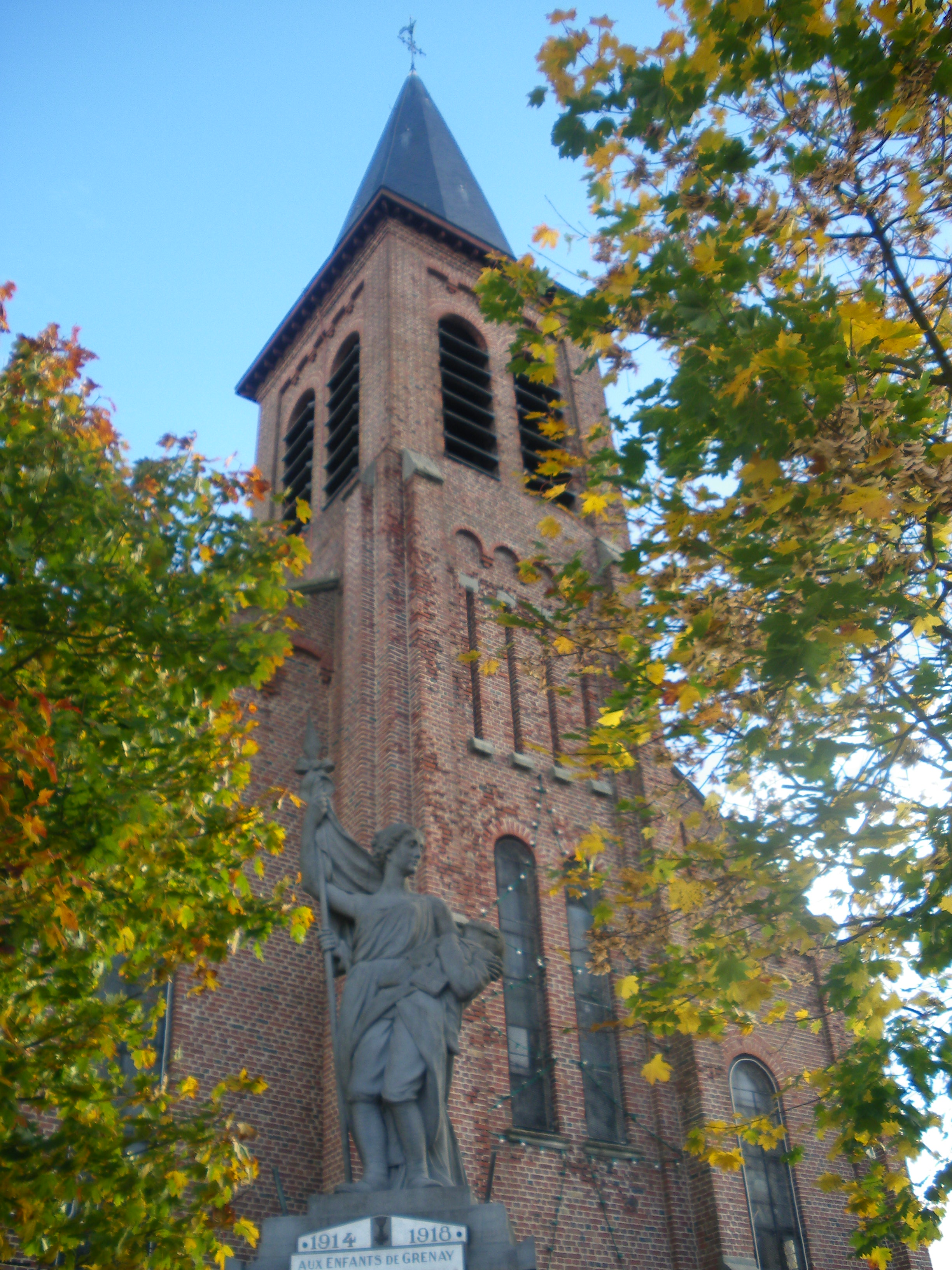
Церковь Нотр-Дам

- Церковь Святого Людовика 1905 года, сочетание неороманского стиля и ар-деко, памятник истории

## Экономика
Структура занятости населения:
- сельское хозяйство - 0,4 %
- промышленность - 4,7 %
- строительство - 8,6 %
- торговля, транспорт и сфера услуг - 36,0 %
- государственные и муниципальные службы - 50,2 %

Уровень безработицы (2017) — 26,4 % (Франция в целом — 13,4 %, департамент Па-де-Кале — 17,2 %). 

Среднегодовой доход на 1 человека, евро (2017) — 15 820 (Франция в целом — 21 110, департамент Па-де-Кале — 18 610).

## Демография
Динамика численности населения, чел.

## Администрация
Пост мэра Грене с 2008 года занимает коммунист Кристиан Шампире (Christian Champiré). На муниципальных выборах 2020 года возглавляемый им список коммунистов победил в 1-м туре, получив 68,89 % голосов.
| Период | Период | Фамилия          | Партия                  | Примечания                            |
| ------ | ------ | ---------------- | ----------------------- | ------------------------------------- |
| 1959   | 1987   | Эдуар Кулен      | Коммунистическая партия | шахтёр                                |
| 1987   | 2008   | Даниэль Бретон   | Социалистическая партия | член Генерального совета департамента |
| 2008   |        | Кристиан Шампире | Социалистическая партия | профессор                             |

## Города-побратимы
- Раддингтон, Великобритания
- Глаухау, Германия
- Баллишаннон, Ирландия